# B71 Sandur
B71 Sandur oder B71 Sandoy, vollständiger Name Sandoyar Ítróttarfelag („Sportverein von Sandoy“) abgekürzt B71 (Bóltfelagið frá 1971 – „Ballverein von 1971“), ist ein färöischer Fußballclub mit Sitz in Sandur auf der Insel Sandoy.
Der Verein besteht ausschließlich aus Amateuren und alle Ämter sind ehrenamtlich.

## Geschichte

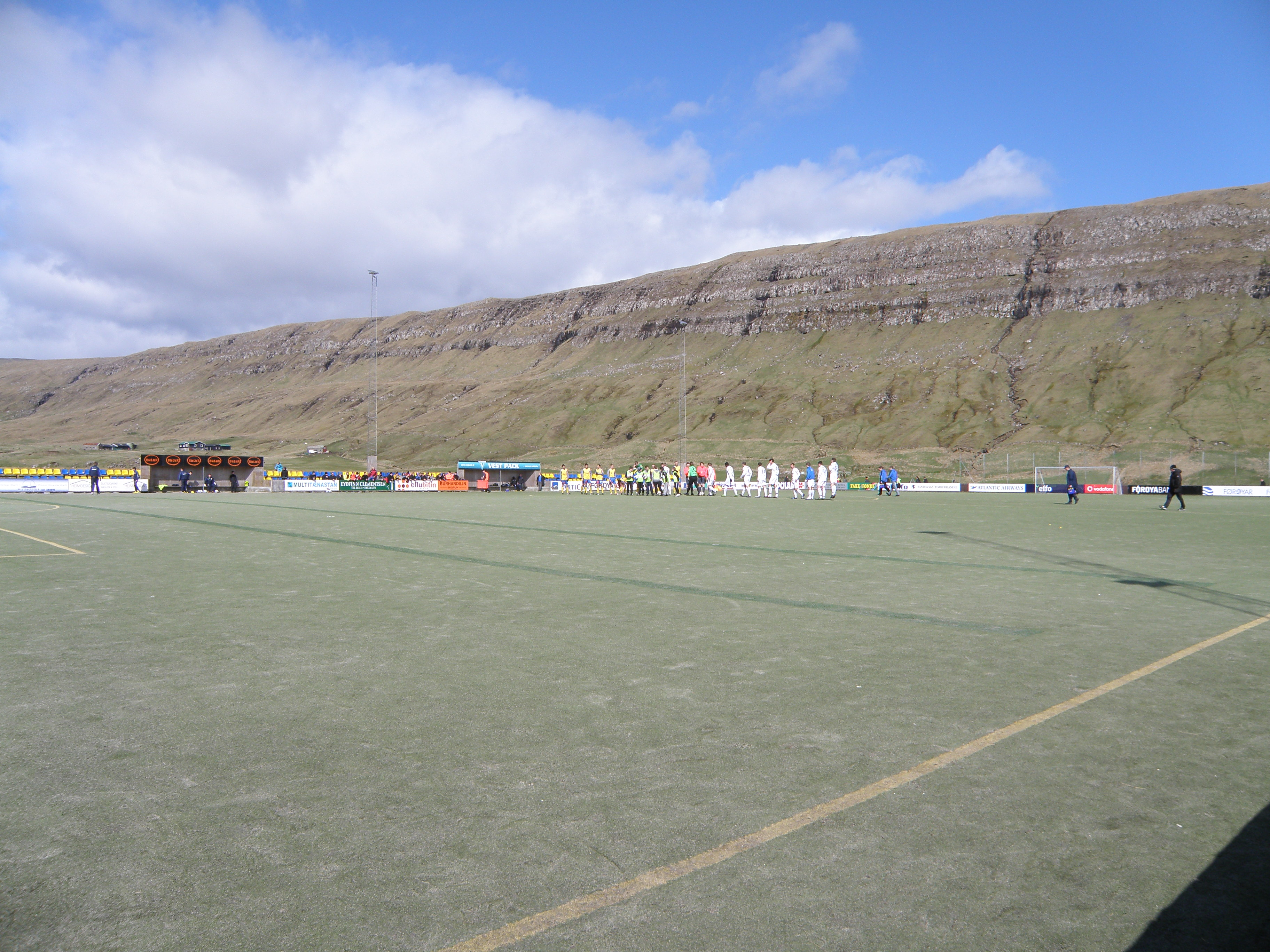
Spielstätte von B71 Sandur.

In Sandur gab es früher eine Tradition des Handballs (besonders der Frauen), welche in den 1960er Jahren einschlief. Danach war es der Fußball, für den sich die Jugend interessierte.
So wurde am Strand von Sandur jeden Abend von Frühjahr bis spät in den Herbst Fußball gespielt. Von einer Teilnahme am Fußball auf den Färöern konnte zu diesem Zeitpunkt nur geträumt werden, denn der Sandplatz war vielleicht gut genug für Feldhandball, aber nicht für den regulären Fußball auf Vereinsebene.
In den 1960ern gab es mehrere Lokalderbys mit einer Auswahl aus dem nördlichen Fischerdorf Skopun. Der Mann hinter dieser Veranstaltung war der Seemann Steen B. Kristiansen, der zudem Erfahrungen im Profisport hatte. Gespielt wurde in Sandur. Tore oder Ähnliches gab es nicht, hierfür wurden stattdessen vier Steine genommen. Dieses Lokalderby wurde jedes Jahr wiederholt und stieß auf großes Interesse der Dorfbewohner. Lastwagenweise wurden die Fans aus Skopun herangeschafft – das war noch die Zeit, als es auf den Färöern kaum PKW gab. Für das Spiel wurde die Sonntagsschule in der Kirche von Sandur extra vorverlegt, um die Teilnahme an beidem zu ermöglichen. Beim ersten Spiel gab es noch nicht einmal Fußballkleidung. Gespielt wurde in Straßenschuhen, weißen Hemden und Synthetikhosen. Später gab es zusätzlich Fußballschuhe und richtige Trikots.
Ende der 60er wurde mit dem Bau der zentralen Volksschule (Meginskúlin) für die ganze Insel begonnen. Hier sollte ebenfalls ein Sportplatz entstehen. Damit lag die Gründung eines richtigen Sportvereins nunmehr nahe. Am 1. Januar 1970 war es so weit und der Sportverein Sand entstand. Im Sommer des Jahres war der Sportplatz der Schule fertig und wurde im September mit einem Spiel zwischen HB Tórshavn und B36 Tórshavn feierlich eingeweiht. Der Sportverein von Sandur durfte daraufhin den Sportplatz als Vereinsplatz mitbenutzen. Am Sonntag nach der Einweihung sollte das erste Training des Vereins stattfinden. Überschattet wurde jener 27. September jedoch von dem Flugzeugunglück am Tag zuvor auf der Insel Mykines, bei dem acht Menschen umkamen, was das gesamte Land in Trauer versetzte.
Im Jahr darauf meldete sich der Verein zur färöischen Fußballliga an – mit einer Herren- und einer Juniorenmannschaft. Die ersten beiden Ligaspiele in Sandur fanden im April 1971 statt. Die Jungen gewannen, aber die Herren waren den Spielkünsten des HB noch nicht gewachsen. Damals kamen alle Spieler aus Sandur, und das war auch der Vereinsname: Sand.
1972 wurde die neue Schule von Sandoy endlich eröffnet. Nun kamen Schüler von der ganzen Insel aus Skopun, Skálavík, Húsavík, Dalur und Skarvanes, und sie hatten ebenso Interesse am Vereinsfußball. Das war der Grund, weswegen der Verein fortan B71 (Bóltfelagið frá 1971 – „Ballverein von 1971“) anstatt Sand genannt wurde.
Nachdem 1989 als Aufsteiger direkt die Meisterschaft in der ersten Liga gefeiert werden konnte, folgte sogleich der Abstieg, 1992 kehrte man für sechs Jahre in die Oberklasse zurück. Nach zwei weiteren kurzen Aufenthalten in der ersten Liga spielte der Verein 2010 erneut erstklassig. Nach zwei Abstiegen in Folge befand sich B71 2014 in der dritten Liga wieder, die als Zweitplatzierter nach einem Jahr verlassen werden konnte. 2015 wurde der siebte Platz belegt, ein Jahr später folgte als Letztplatzierter der Abstieg in die 2. Deild. Durch den ersten Platz erfolgte der sofortige Wiederaufstieg. In der 1. Deild wurde in den nächsten beiden Jahren der achte und siebte Platz belegt.

## Trainer
- Jan Kaczynski (1989–1990)
- Piotr Krakowski (1990–1996)
- Eli Hentze (1997)
- Ivan A. Hristov (1998–1999)
- Per Langvad (2000)
- Kári Reynheim (2001)
- Tom Saintfiet (2002–2003)
- Waldemar Nowicki (2003)
- Ole Andersen (2004–2005)
- Dragan Kovacevic (2006)
- Dusan Mokan (2007)
- Eli Hentze (2007–2008)
- Frankie Jensen (2009)
- Eli Hentze (2009)
- Piotr Krakowski (2010–2011)
- Allan Mørkøre (2012–2013)
- Piotr Krakowski (2014–2016)
- Símin Hansen (2017–2018)
- Stefan Hansson (2018)
- Eli Hentze (2018)
- Símin Hansen (2019)
- Eli Hentze (2019)
- Christopher Harrington (2019)
- Richard Goffe (2020–)
- Jonathan Warner (2021)

## Bekannte Spieler

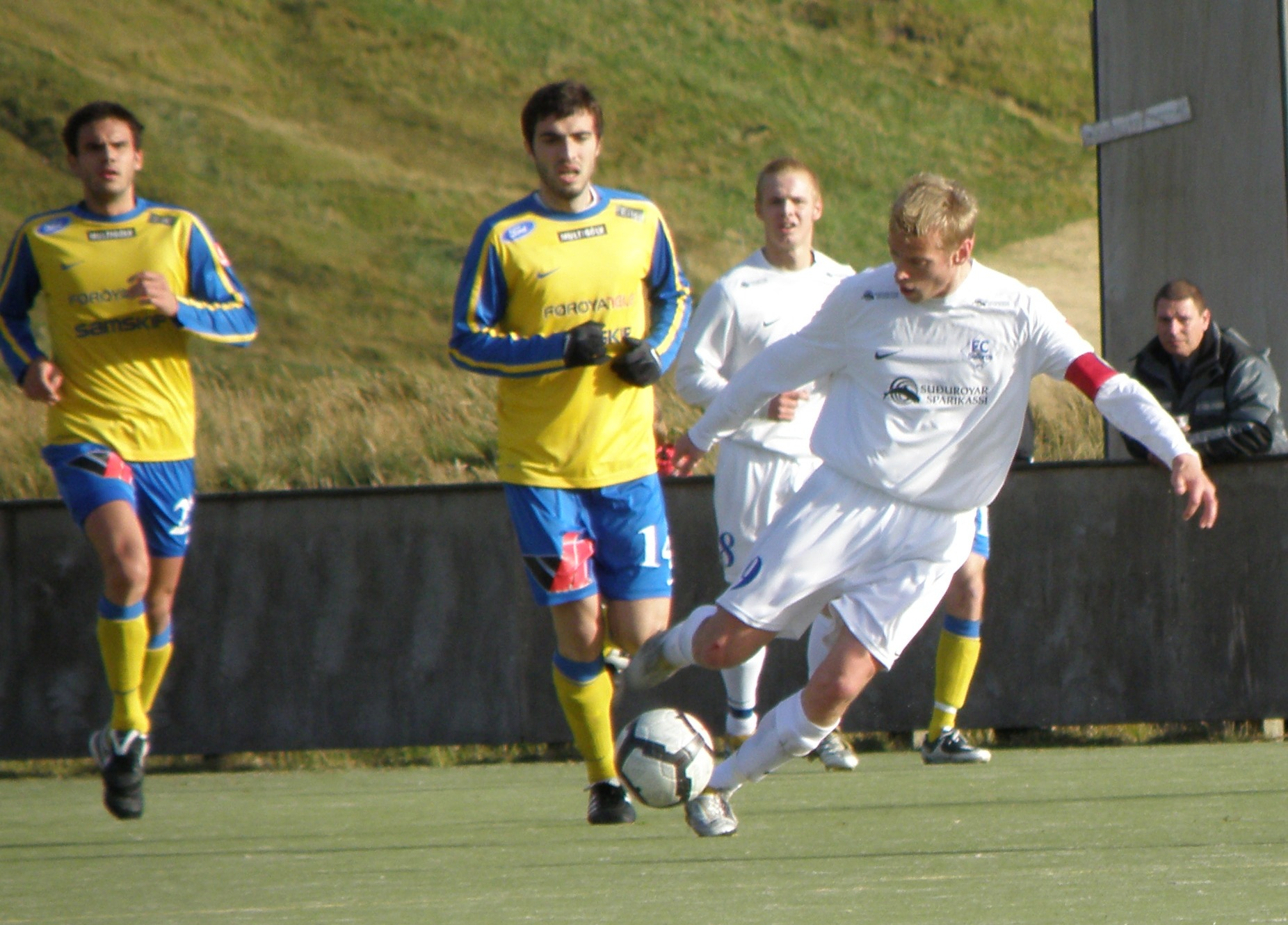
B71 Sandur (gelb) im Spiel gegen FC Suðuroy (weiß) 2010.

Aufgelistet sind alle Spieler, die mindestens zehn Spiele für die Nationalmannschaft absolviert haben.
- Allan Mørkøre (2012–2013)
- Kári Reynheim (2001)

## Erfolge

### Titel
- 1× Färöischer Meister: 1989
- 1× Färöischer Pokalsieger: 1993

### Ligarekorde
- Höchster Heimsieg: 6:0 gegen ÍF Fuglafjørður (6. Juli 1999)
- Höchste Heimniederlage: 0:9 gegen HB Tórshavn (23. August 1997)
- Höchster Auswärtssieg: 6:2 gegen Sumba/VB (1. Oktober 1995), 4:0 gegen AB Argir (19. September 2010)
- Höchste Auswärtsniederlage: 0:8 gegen EB/Streymur (1. August 2010), 1:9 gegen NSÍ Runavík (23. Oktober 2010)
- Torreichstes Spiel: B71 Sandur gegen GÍ Gøta 1:9 (2. Juni 1996), NSÍ Runavík gegen B71 Sandur (23. Oktober 2010)
- Ewige Tabelle: 13. Platz

Rekordspieler der ersten Liga ist Eli Hentze mit 204 Spielen. Hentze erzielte zudem mit 62 die meisten Tore in der Betrideildin (Stand: Ende 2017).

## Europapokalbilanz
| Saison  | Wettbewerb                  | Runde    | Gegner        | Gesamt | Hin     | Rück    |
| ------- | --------------------------- | -------- | ------------- | ------ | ------- | ------- |
| 1994/95 | Europapokal der Pokalsieger | Vorrunde | HJK Helsinki  | 0:7    | 0:5 (H) | 0:2 (A) |
| 1996/97 | UEFA-Pokal                  | Vorrunde | APOEL Nikosia | 3:9    | 1:5 (H) | 2:4 (A) |

Legende: (H) – Heimspiel, (A) – Auswärtsspiel, (N) – neutraler Platz, (a) – Auswärtstorregel, (i. E.) – im Elfmeterschießen, (n. V.) – nach Verlängerung
| Wettbewerb                  | Sp. | G | U | V | T+ | T– |
| --------------------------- | --- | - | - | - | -- | -- |
| Europapokal der Pokalsieger | 2   | 0 | 0 | 2 | 0  | 7  |
| UEFA-Pokal                  | 2   | 0 | 0 | 2 | 3  | 9  |
| Total                       | 4   | 0 | 0 | 4 | 3  | 16 |

Rekordtorschütze im Europapokal ist Eli Hentze mit zwei Treffern.

## Frauenfußball
Das Frauenteam von B71 spielte 2000 und 2001 in der Betrideildin und konnte hierbei nur einen einzigen sportlichen Sieg erringen. 2017 wurde gemeinsam mit AB Argir eine Spielgemeinschaft als AB Argir/B71 Sandur gebildet, welche nach zwei hohen Niederlagen zu Beginn (0:19 und 0:24) aufgelöst wurde.

### Ligarekorde
- Beste Ligaplatzierung: 6. Platz (2001)
- Höchster Auswärtssieg: 2:0 gegen EB/Streymur (29. April 2000)
- Höchste Heimniederlage: 0:17 gegen KÍ Klaksvík (8. September 2001)
- Höchste Auswärtsniederlage: 0:7 gegen KÍ Klaksvík (4. August 2001), 1:8 gegen B36 Tórshavn (28. Mai 2000)
- Torreichstes Spiel: B71 Sandur gegen KÍ Klaksvík 0:17 (8. September 2001)
- Ewige Tabelle: 27. Platz

Rekordspielerinnen der ersten Liga sind Jóna Petra Ebbadóttir, Gerda Magnussen und Frígerð Selfoss mit jeweils 15 Spielen. Elin Sunnfríð Højsted und Sólrun Sørensen erzielten mit vier die meisten Tore in der Betrideildin.